# Cooperativismo en Argentina
Según la legislación argentina las cooperativas son entidades fundadas en el esfuerzo propio y la ayuda mutua para organizar y prestar servicios. La sociedad cooperativa es una asociación en un sentido amplio que no tiene fines del lucro, su causa es la solidaridad. A su vez, la Alianza Cooperativa Internacional, cualquiera sea su constitución legal, incluye toda asociación de personas que tiene por fin el mejoramiento económico y social de sus miembros por la explotación de una empresa, sobre la base de una ayuda recíproca.

## Historia
El movimiento cooperativo se comenzó a desarrollar en Argentina a fines del siglo XIX, casi inmediatamente después de que el movimiento surgiera en Europa, cuando los numerosos inmigrantes europeos llegados al país trajeron y expusieron las ideas que se estaban desplegando en el Viejo Continente. Los primeros años del movimiento cooperativo en Argentina estuvieron caracterizados por el fracaso. Esto fue debido a que frecuentemente se carecía de los conocimientos adecuados acerca de los verdaderos caracteres y principios de las entidades cooperativas, además de que no existía una legislación apropiada que permitiera diferenciar a las cooperativas de otro tipo de entidades. Esto ocasionó la aparición de algunas entidades que usufructuaban el nombre de las cooperativas sin tener verdaderamente la naturaleza de tales y algunas otras que, por el contrario, adoptaron distintas denominaciones pero aplicaron normativas netamente cooperativas.

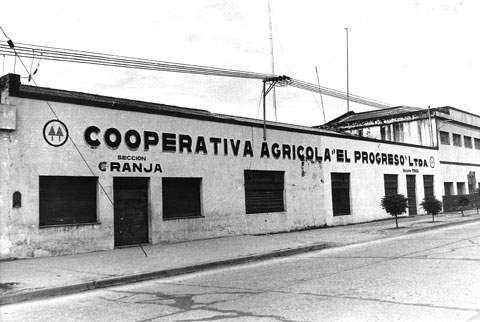
Sociedad Cooperativa de Seguros Agrícolas y Anexos Limitada "El Progreso"

De estos primeros intentos de sociedades cooperativas, la única que tuvo éxito y logró permanecer en el tiempo fue la Sociedad Cooperativa de Seguros Agrícolas y Anexos Ltda. "El Progreso", que fue fundada en 1898 por un grupo de colonos franceses en la localidad de Pigüé con la intención de hacer frente a la problemática del granizo. La sociedad fue capaz de perdurar en el tiempo y a fecha de octubre de 2019 sigue operando, siendo entonces la cooperativa argentina más antigua que opera actualmente.

### Evolución de la legislación de cooperativas
Las primeras disposiciones legales en relación con las cooperativas aparecieron en el Código de Comercio reformado en 1889. En el informe de dicha ley de 1889, se expresó la voluntad de legislar en materia de cooperativas y concretarse a establecer sus requisitos esenciales, ..."para evitar el peligro de trabarlas en su desarrollo naciente, hasta que la experiencia indique si hay necesidad de mayor amplitud en su legislación correspondiente".
Sin embargo dichas leyes resultaron insuficientes pues no previeron una sanción para el uso indebido de la denominación "cooperativa", ni establecieron para las cooperativas una figura jurídica autónoma. Ello dio lugar al funcionamiento de diversas entidades que se titulaban cooperativas sin ser tales.
A partir de entonces, se manifestaron numerosas iniciativas y se formularon diversos proyectos tendientes a perfeccionar la legislación cooperativa en Argentina, hechos que terminaron derivando en la sanción de la ley 11388 "Régimen legal de las sociedades cooperativas" el 27 de diciembre de 1927.

## Régimen legal
Las sociedades cooperativas tienen su propio régimen legal en la ley 20.337, denominada "Ley de Cooperativas", sancionada el 2 de mayo de 1973, y reemplazando a la ley 11.388 "Régimen legal de las sociedades cooperativas", y además incorporando las disposiciones de la ley 19.219. Según esta ley las cooperativas no constituyen sociedades comerciales ni sociedades civiles, afirmación encontrada en el artículo 6 de dicha ley. No obstante se ha determinado mediante la jurisprudencia(Fischer, Mauricio c/ Institución Coop. del personal de los ferrocarriles del
Estado (LL 47-582, JA 1964-IV-134)). que "Las sociedades cooperativas son siempre y sin distingo alguno sujetos de derecho comercial".La ley 20.337 es muy completa en su redacción, sin embargo en su artículo 118 menciona que las disposiciones de la ley 19950(Ley General de Sociedades Comerciales Archivado el 15 de febrero de 2022 en Wayback Machine.) rigen supletoriamente para las cooperativas, en cuando se concilien con las de la ley 20.337 y la naturaleza de aquellas.

### Instituto Nacional de Asociativismo y Economía Social (INAES)
El INAES es la autoridad de aplicación del régimen legal cooperativo y mutual que tiene bajo su órbita facultades y atribuciones institucionales-corporativas exclusivas e intransferibles en materia de cooperativas y mutuales en todo el país, siendo su fin principal y superior una adecuada y oportuna promoción, desarrollo, fiscalización, y sanción de las mismas.
Se creó el 15 de abril de 1996 mediante el decreto 420/96 bajo el nombre Instituto Nacional de Acción Cooperativa y Mutual (INACyM), reemplazando al ya existente Instituto Nacional de Acción Cooperativa y al Instituto Nacional de Acción Mutual. Se creó con la finalidad de promover el surgimiento de nuevas cooperativas y mutuales, la cooperación entre cooperativas y estructuras mutualistas y la eficiencia de ambos sectores para impulsar la revonversión empresarial y el desarrollo de las economías regionales. Más tarde en el año 2000 sufrió un cambio de denominación y pasó a tener el nombre que tiene actualmente.
A la fecha de mayo de 2024 su presidente es Marcelo Oscar Collomb, que ejerce el cargo desde el 15 de diciembre de 2015.

## Características
Las normas legales argentinas estipulan una serie de características que deben presentar las sociedades cooperativas para considerarse como tales, entre ellas se encuentran:
1. Tienen capital variable y duración ilimitada
2. No ponen límite estatutario al número de asociados ni al capital
3. Conceden un solo voto a cada asociado, cualquiera sea el número de sus cuotas sociales y no otorgan ventaja ni privilegio a ninguno de ellos
4. Reconocen un interés limitado a las cuotas sociales, si el estatuto autoriza aplicar excedentes a alguna retribución al capital
5. Cuentan con un número mínimo de diez asociados, salvo las excepciones que expresamente admitiera la autoridad de aplicación y lo previsto para las cooperativas de grado superior
6. Distribuyen los excedentes en proporción al uso de los servicios sociales
7. No tienen como fin principal ni accesorio la propaganda de ideas políticas, religiosas, de nacionalidad, región o raza, ni imponen condiciones de admisión vinculadas con ellas
8. Fomentan la educación cooperativa
9. Prevén la integración cooperativa
10. Prestan servicios a sus asociados y a no asociados en las condiciones que para este último caso establezca la autoridad de aplicación
11. Limitan la responsabilidad de los asociados al monto de las cuotas sociales suscriptas
12. Establecen la irrepartibilidad de las reservas sociales y el destino desinteresado del sobrante patrimonial en casos de liquidación.[13]

Respecto a su denominación social la misma debe incluir los términos "cooperativa" y "limitada" o sus abreviaturas. Tampoco pueden contener nombres que no cumplan la séptima característica antes mencionada.

## Documentación Constitutiva

### Nota de Presentación
Debe estar dirigida al Señor Presidente del INAES y además debe estar consignada por el Presidente y el Secretario de la Cooperativa. En esta nota se solicita la aprobación de los estatutos y la matrícula nacional de la cooperativa. En la misma deberá indicarse el domicilio real de la asociación. Además figurará la autorización conferida al Presidente o cualquier asociado para hacer las gestiones ante el INAES. Debe presentarse por duplicado.

### Acta Constitutiva
Es una copia del original del Acta de Asamblea Constitutiva. Debe contener nómina completa de asociados fundadores además de la suscripción e integración de cuotas sociales y elección de los miembros titulares y suplentes del Consejo de Administración y un síndico  titular y uno suplente.
La copia debe ser suscripta por todos los consejeros titulares, y las firmas de estos autenticadas por escribano público o autoridad competente. El original debe ser firmado por todos los asociados fundadores con aclaración de las respectivas firmas.

### Acta Nº 1 del consejo de Administración
En la misma se informa sobre la integración del Consejo de Administración, con la aclaración de la distribución de cargos titulares y suplentes. Debe estar firmada por el Presidente y por el Secretario de la Cooperativa y las certifica un escribano público, autoridad competente o bien se ratifican ante el INAES.

## Clases de Cooperativas
A continuación se presenta una lista de los distintos tipos de cooperativas que es habitual encontrar en Argentina:
- Ganadería
- De provisión
- Tamberas
- Agrícolas
- Vitivinícolas
- Mineras
- De consumo
- De provisión de servicios
- De provisión de servicios médicos
- De provisión de enseñanza
- De provisión de servicios electrónicos
- De provisión de servicios telefónicos
- De provisión de servicios de turismo
- De provisión para mensajería rural
- De provisión de carnicerías
- De servicios asistenciales
- Pesqueras
- Hortícolas
- Apícolas
- De autoconstrucción
- Frutihortícolas
- Exportación
- Agropecuarias

## Tratamiento contable
Las sociedades cooperativas en Argentina deben llevar su contabilidad de acuerdo a lo especificado en el art. 43 del Código de Comercio, el cual indica : "Todo comerciante está obligado a llevar cuenta y razón de sus operaciones y a tener una contabilidad mercantil organizada sobre una base contable uniforme y de la que resulte un cuadro verídico de sus negocios y una justificación clara de todos y cada uno de los actos susceptibles de registración contable. Las constancias contables deben complementarse con la documentación respectiva."

### Libros Obligatorios
Además de eso las cooperativas están obligadas a llevar registro de los siguientes libros:
- Registro de Asociados
- Libro de Actas de Consejo de Administración
- Registro de Asistente de Asambleas
- Libro Diario
- Libro de Inventario y Balances
- Informe del síndico
- Informe de auditoría
- Libro IVA compras y libro IVA ventas en caso de corresponder.[18]

Además de aquellos que corresponden a una adecuada integración de un sistema de contabilidad y que exige la importancia y la naturaleza de las actividades a desarrollar.
Las cooperativas tienen como obligación confeccionar anualmente un balance general, el cual debe estar compuesto por  un Estado de Situación Patrimonial, Estado de Resultados; además de cuadros y normas generales.

## Tratamiento Impositivo
Las entidades cooperativas tienen un tratamiento especial dentro de los tributos nacionales, provinciales y municipales, que no responde precisamente a los aspectos específicos de las sociedades comerciales.

### Impuesto a las Ganancias
Están exentas del impuesto a las ganancias las ultilidades de las sociedades cooperativas de cualquier naturaleza y las que bajo cualquier denominación distribuyen las cooperativas de consumo entre sus socios.
Para que la exención tenga efecto la sociedad interesada deberá presentar la debida petición ante la AFIP, en la que consten los estatutos o normas que rijan su funcionamiento y todo otro elemento de juicio que exija dicho organismo.

### IVA
Las exenciones existentes en este impuesto están referidas a diversas actividades, es decir, se refieren a exenciones objetivas. Algunas que podrían estar relacionadas con las sociedades cooperativas son:
- Los servicios prestados por las obras sociales creadas o reconocidas por normas legales nacionales o provinciales, por instituciones sin fines de lucro y legalmente reconocidas, y por los Colegios y Consejos Profesionales, cuando tales servicios se relacionen en forma directa con sus fines políticos.
- Los servicios de asistencia sanitaria,médica y paramédica:
  - De hospitalización en clínicas, sanatarios y establecimientos similares
  - Las prestaciones accesorias de la hospitalización
  - Los servicios prestados por los médicos en todas sus especialidades
  - Los servicios prestados por los bioquímicos, odontólogos, kinesiólogos, fonoaudiólogos, psícologos, etc.
  - Los que presten los técnicos auxiliares en medicina
  - Todos los demás servicios relacionados con la asistencia incluyendo el transporte de heridos y enfermos en ambulancias o vehículos especiales.
- Los servicios funerarios, de sepelio y cementerio retribuidos mediante cuotas solidarias que realicen las cooperativas.
- Las prestaciones inherentes a los cargos de director, síndicos y miembros de consejos de vigilancia de sociedades anónimas y cargos equivalentes de administradores y miembros de consejos de administración de otras sociedades, asociaciones y fundaciones y de las cooperativas.
- Los servicios personales prestados por sus socios a las cooperativas de trabajo
- Los intereses abonados a sus socios por las cooperativas y mutuales, legalmente constituidas.[23]